# S.P.D.
『S.P.D.』（エス・ピー・ディー）は、日本の女性歌手グループ、SPEEDの16枚目のシングル。完全復活第2弾シングルとしてリリースされた作品である。

## 解説
- 前作『あしたの空』から約半年振り、完全復活後2作目のシングルとなった。
- 前作同様、PVやオフショット映像が収録されたDVD付きとCDのみの2形態で発売された。
- カップリング曲も含めて前々作から2曲ぶり、SPEEDとしては同2作目の伊秩弘将プロデュース作品ではない作品である。また、シングルが新曲のみで構成されているのは13枚目の『Be My Love』以来約6年ぶりである。
- 「S.P.D.」は、Splendid（=素晴らしい）、Pop（=ポップな）、Dance（=ダンス）を意味する。また、SPEEDという意味もかけられていると『笑っていいとも!』出演時に語った。
- 本シングルのパッケージ全2曲の作詞を手がけたのは、HIMKという別筆記名を持ち、かつてhiro名義の島袋寛子の最初のソロ・シングル曲にもなった「AS TIME GOES BY」の作詞を手がけたshungo.である。SPEEDに作品を提供するのは本作が初となるが、shungo.は1995年から1997年にかけて活動した伊秩弘将主宰のボーカル＆ダンスユニットHIM（エイチ・アイ・エム）のオリジナル・メンバーであり、SPEEDは1度、彼らのオリジナル曲「SEVENTEEN DANCE 〜I'VE BEEN LOOKIN' 4 U」を歌詞の一部分とタイトルを変更し「アダムとイブ」としてカバー、10枚目のシングル『Breakin' out to the morning』のカップリングに収録したというつながりがある（なお、この時同シングルに同じくカップリングとして収録されたEriko with Crunch名義の楽曲「EVERYDAY, BE WITH YOU」も、やはりHIMの同名同曲のカバーである）。

## 収録曲

### CD
1. S.P.D. (3:58)
  - 作詞：shungo. / 作曲：Kye Sones、Peter Martin、Jonathan Shave

日本テレビ系バラエティ『ぐるぐるナインティナイン』エンディングテーマ（2009年4月 - 6月）。
エイベックス・グループ・ホールディングス「新・オンガク生活 mu-mo」タイアップソング。
ロンドンで活動する南アフリカ出身のコンポーザーを起用した。
今井は自身のブログ[1]でこの曲を「SPEEDっぽくない感じ」と述べている。
4月18日放送の上原のラジオ番組『上原多香子のクローストゥユー』で初めてフルコーラスでオンエアされた。
2. UTAKATA (3:05)
  - 作詞：shungo. / 作曲：Mats Lie Skare (Warner / Chappell Music Scandinavia AB)

UTAKATAとは泡沫（うたかた）のことであり、歌詞中にも出てくるが、そこではBubble（バブル）と読んでいる。
島袋はこの曲を、「自分の特徴と今井の特徴の違いがすごく出ている曲」と語っている[2]。
3. S.P.D. (Instrumental)
4. UTAKATA (Instrumental)

※2曲とも編曲者は公表されていない

### DVD
1. S.P.D.(Music Clip)(4:04)
東京・お台場（青海）の日本科学未来館地下駐車場にて撮影された。監督は久保茂昭。
2. OFF SHOT(4:02)

## プロモーション活動
2009年の放送番組出演

### テレビ出演
- Channel a（5月21日 - 5月27日放送、テレビ神奈川）
  - 密着ドキュメントのコーナー「a's nude」でPV撮影現場が紹介された。
- 最新ヒット ウエンズデーJ-POP（5月27日放送、NHK衛星第2テレビジョン）
  - 初出演であるとともに、この番組でテレビ初披露された。
- 魁!音楽番付（5月27日放送、フジテレビ）
- ミュージックステーション（5月29日放送、テレビ朝日）
- 音楽戦士 MUSIC FIGHTER（5月29日放送、日本テレビ）
  - スタジオトークのゲストとしての出演は初めてとなった。
- ミュージックフェア（5月30日放送、フジテレビ）
  - 郷ひろみと共演し、新曲「S.P.D.」のほかにも郷の楽曲「男の子女の子」をいきものがかり、SCANDAL、MiChiらと共に披露した。
- CDTV（5月30日放送、TBS）
- MUSIC JAPAN（5月31日放送、NHK）
- うたばん（6月7日放送、TBS）

※音楽番組のみ。

### ラジオ出演
- 銀河に吠えろ!宇宙GメンTAKUYA（5月26日放送、ニッポン放送）
  - 番組内のコーナー「GUEST G」に生出演した。
- ON8（5月28日放送、bay fm）
- DHC COUNTDOWN JAPAN（5月30日放送、TOKYO FM）
  - 前作「あしたの空」のプロモーション活動に引き続き、渋谷スペイン坂スタジオに公開生ゲストで出演した。
- THE CLICKERS（5月30日放送、J-WAVE）
  - コメントのみでの出演となった。
- Fresh Up 9（6月2日放送、NACK5）
- COUNTDOWN CONNECTIONS（6月6日放送、FM-FUJI）
- 三四六・吉井歌奈子 TOKYO CHEERS（6月7日放送、文化放送）
- tre-sen（6月8日放送、Fm yokohama）

## カタログ
- CD+DVD：AVCD-16180 ￥1,800
- CDのみ：AVCD-16181 ￥1,050